# Roccafranca
Roccafranca är en ort och kommun i provinsen Brescia i regionen Lombardiet i Italien. Kommunen hade 4 739 invånare (2018).